# سون یان-سوان
سون یان-سوان (چینی: 孫運璿؛ زادهٔ ۱۰ نوامبر ۱۹۱۳ – درگذشته ۱۵ فوریه ۲۰۰۶) یک سیاست‌مدار اهل تایوان که از ۳۰ مه ۱۹۷۸ تا ۲۰ مه ۱۹۸۴ نخست‌وزیر این کشور بود.